# Speicher Steller Straße 21
Der Speicher Steller Straße 21 in Twistringen wurde im 16. und 19. Jahrhundert gebaut.
Das Gebäude steht unter Denkmalschutz (Siehe auch Liste der Baudenkmale in Twistringen).

## Beschreibung
Der zweigeschossige verputzte Speicher, teils in Fachwerk mit Putzausfachungen, Satteldach und einem Ladeausleger, wurde vermutlich im 16. Jahrhundert als Fachwerkhaus gebaut und 1834 umfassend erneuert, u. a. auch durch die massive westliche Giebelwand. Im Inneren sind beide Balkenlagen komplett und auch die  verblatteten Kehlbalken erhalten.
Das Landesdenkmalamt befand u. a.: „… geschichtliche Bedeutung aufgrund des Zeugnis- und Schauwertes für Bau- und Kunstgeschichte …“